# Glicourt
Glicourt település Franciaországban, Seine-Maritime megyében. Lakosainak száma 269 fő (2018. január 1.). Glicourt Bellengreville, Derchigny, Intraville, Petit-Caux, Sauchay és Tourville-la-Chapelle községekkel határos.

## Népesség
A település népességének változása:
| Lakosok száma | 152  | 157  | 170  | 212  | 198  | 196  | 231  | 243  | 268  | 269  |
|               | 1962 | 1968 | 1975 | 1982 | 1990 | 2008 | 2013 | 2015 | 2017 | 2018 |